# Jason Bay
Jason Raymond Bay (ur. 20 września 1978) – kanadyjski baseballista, który występował na pozycji lewozapolowego.
Bay studiował na Gonzaga University, gdzie w latach 1996–1999 grał w drużynie uniwersyteckiej Gonzaga Bulldogs. W 2000 roku został wybrany w 22. rundzie draftu przez Montreal Expos, ale występował jedynie w klubach farmerskich tego zespołu i dwa lata później przeszedł do New York Mets, gdzie również nie zagrał w żadnym meczu.
W lipcu 2002 podpisał kontrakt z San Diego Padres. 23 maja 2003 roku zadebiutował w Major League Baseball w meczu przeciwko Arizona Diamondbacks, w którym zdobył pierwszego w karierze home runa. W sezonie 2004 był najlepszym spośród debiutantów w klasyfikacji pod względem zdobytych uderzeń (130) oraz zdobytych doubles (34) i został pierwszym Kanadyjczykiem, który otrzymał nagrodę Rookie of the Year Award. Rok później po raz pierwszy wystąpił w Meczu Gwiazd. W lipcu 2008 w ramach wymiany zawodników pomiędzy trzema klubami, przeszedł do Boston Red Sox, w którym występował przez 1,5 sezonu. W latach 2010–2012 grał w New York Mets.
W grudniu 2012 podpisał roczny kontrakt ze Seattle Mariners, który został rozwiązany w sierpniu 2013. W marcu 2014 oficjalnie zakończył karierę zawodniczą.
| Nagroda/wyróżnienie         | Lata             | Źródło |
| 3× All-Star                 | 2005, 2006, 2009 | [ 4 ]  |
| NL Rookie of the Year Award | 2004             | [ 6 ]  |
| Silver Slugger Award        | 2009             | [ 10 ] |
| 3× Tip O’Neill Award        | 2004, 2005, 2009 | [ 11 ] |